# نصب عبد الله توقاي (قازان)
نصب عبد الله توقاي (بالروسية: Памятник Габдулле Тукаю) هو نصب تذكاري للشاعر التّتاري عبد الله توقاي، يقع في قازان بروسيا.
النصب التذكاري هو عبارة عن تمثال برونزي لعبد الله توقاي مع كتاب مفتوح في اليد، ومثبت على قاعدة عالية من لابرادوريت الأسود. يقع التمثال على قاعدة مربعة. يحيط الجزء السفلي من قاعدة التمثال زخرفة التتار الشعبية. على الجزء الأمامي من قاعدة التمثال، نحت بالأبجدية السيريلية والعربية نقش:
| نصب عبد الله توقاي (قازان) | عبد الله توقاي. 1886-1913 | نصب عبد الله توقاي (قازان) |

تم افتتاح النصب التذكاري في عام 1958. وفقًا لقرار مجلس وزراء جمهورية روسيا الاتحادية الاشتراكية السوفياتية رقم 1327، الملحق 1 بتاريخ 30 أغسطس 1960، وتم الاعتراف بالنصب التذكاري ضمن التراث الثقافي ذي الأهمية الفيدرالية.

## صور

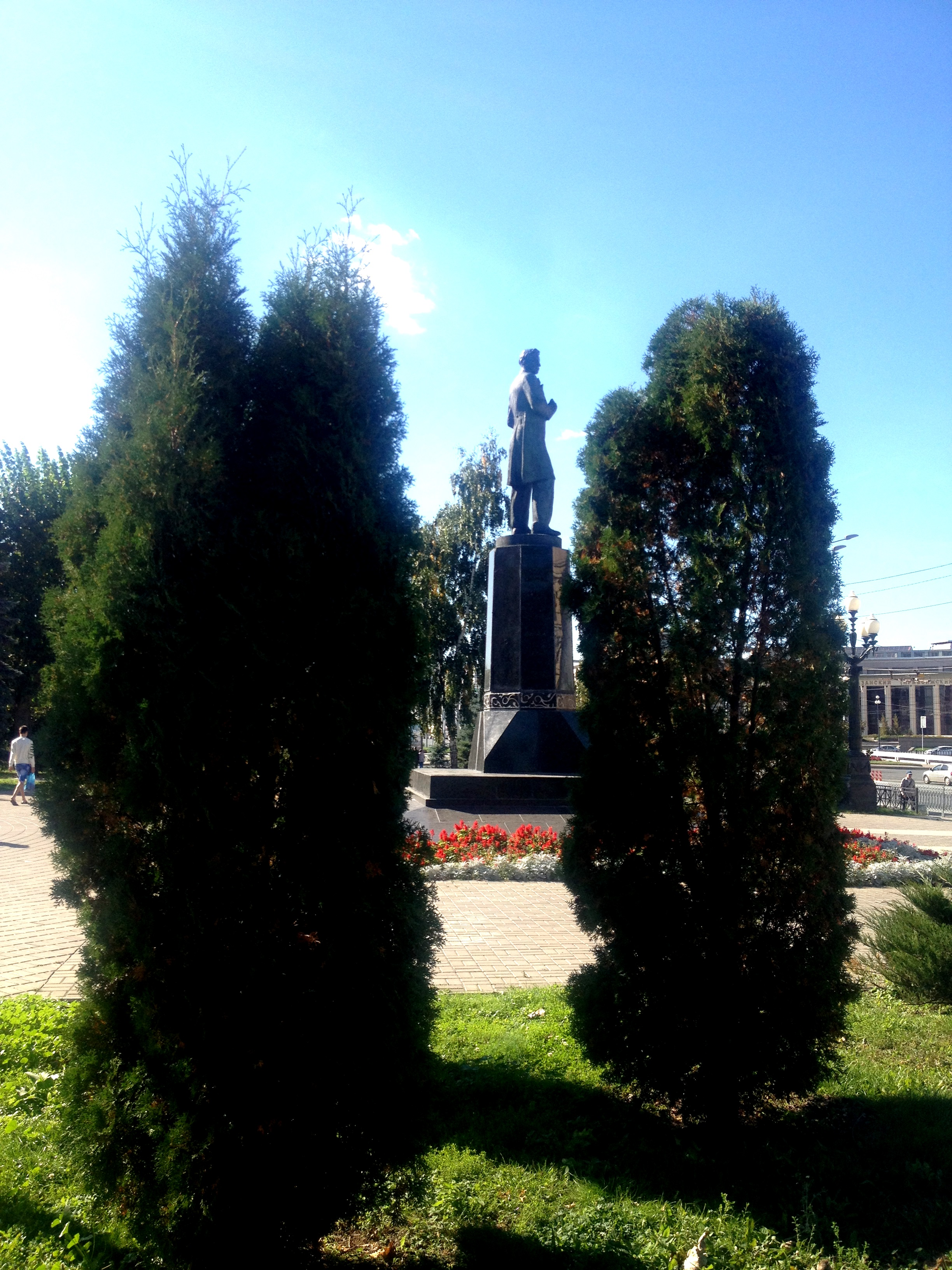